# Asesinatos de Sumarti Ningsih y Jesse Lorena
Sumarti Ningsih fue hallada muerta, y Seneng Mujiasih casi muerta, el 1 de noviembre de 2014, en un lujoso apartamento de un dormitorio en Wan Chai, zona del oeste de Hong Kong. Mujiasih, que fue declarada muerta poco después de ser encontrada, también utilizaba el nombre de Jesse Lorena Ruri. El apartamento fue alquilado por Rurik George Caton Jutting, que fue declarado culpable y condenado a cadena perpetua por sus asesinatos el 8 de noviembre de 2016.

## Víctimas
Sumarti Ningsih (usaba el alias «Alice», en Hong Kong) nació en Cilacap (Indonesia) el 22 de abril de 1991. Tras terminar la escuela primaria, se casó y tuvo un hijo de cinco años en el momento de su muerte. Ningsih fue por primera vez a Hong Kong en 2011, donde trabajó como empleada doméstica durante dos años y ocho meses. Cuando regresó a Indonesia en 2013, asistió a un curso de disc-jockey durante cinco meses en Yogyakarta. Volvió a Hong Kong en agosto de 2014 con un visado de turista, en busca de un nuevo trabajo como disc-jockey. Antes de los asesinatos, comunicó a su familia su intención de regresar a casa el 2 de noviembre de 2014.
Seneng Mujiasih (usaba el alias «Jesse Lorena» en Hong Kong) era una mujer de 30 años, originaria de Célebes Suroriental, en Indonesia, que llegó por primera vez a Hong Kong para trabajar como empleada doméstica en 2006. El Consulado General de Indonesia en Hong Kong declaró que Mujiasih se había quedado más tiempo del permitido por haber caducado su permiso de trabajo en Hong Kong.

## Asesinatos

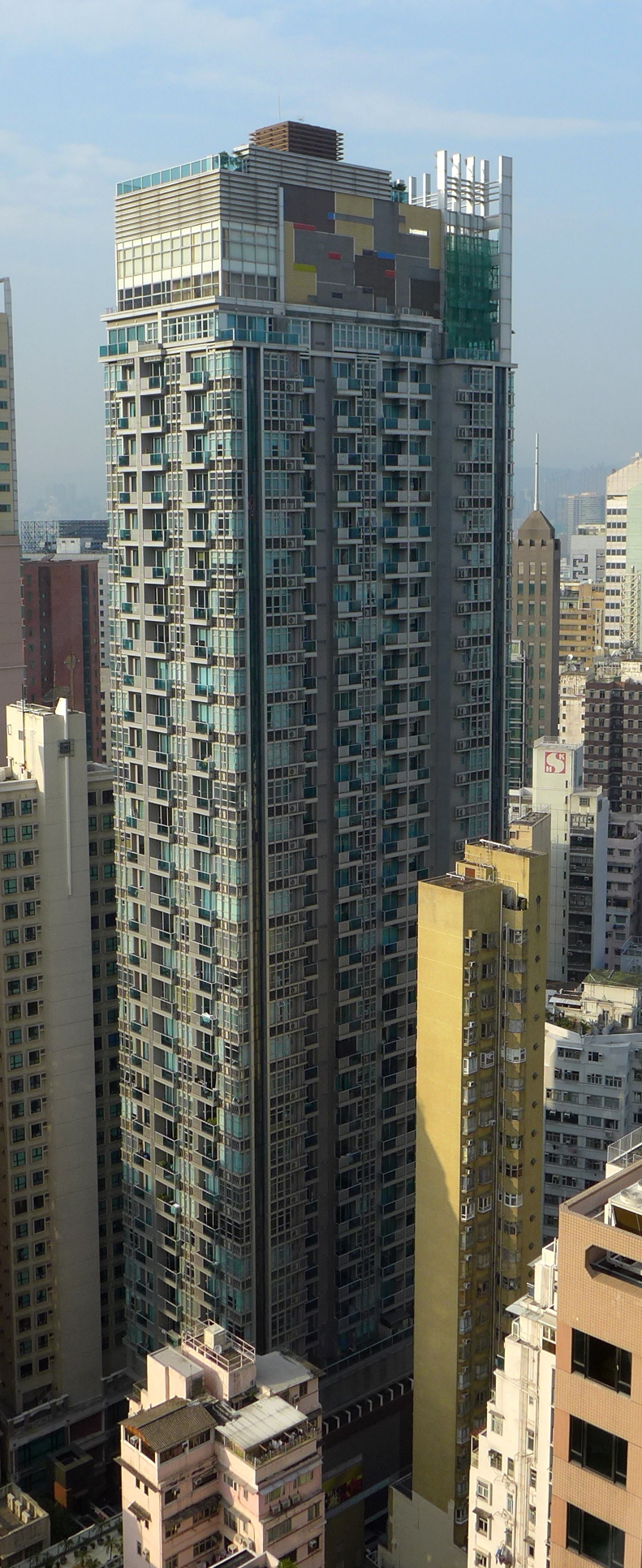
Edificio conocido como «Residencia J», donde tuvieron lugar los asesinatos de las dos chicas.

En un principio se creyó que las dos víctimas eran trabajadoras sexuales del sudeste asiático. Se cree que Ningsih, de 25 años, era indonesia y que Lorena, al principio no identificada, tenía 30 años y era de origen filipino. Sin embargo, más tarde se reveló que Lorena procedía de una región cercana a Java, en Indonesia. También se discute la ocupación de Lorena como trabajadora sexual.
Se cree que Sumarti Ningsih llegó a Hong Kong un mes antes del asesinato con un visado de turista y fue asesinada el 27 de octubre de 2014. El último contacto conocido de Ningsih fue un día antes, cerca de Lockhart Road en Wan Chai. Se cree que Jesse Lorena residía en Hong Kong desde hacía más de ocho años, originalmente trabajaba como empleada doméstica, pero pasó a ser «disc-jockey a tiempo parcial en un pub» en el momento del asesinato.
Lorena fue vista por última vez alrededor de las 20:45 horas del 31 de octubre de 2014, fuera de un pub en el barrio rojo de Wan Chai, y habló brevemente con Robert van den Bosch, un DJ neerlandés que trabajaba en el pub, que también había sido conocido de Lorena durante cuatro años. Ella le dijo: «Voy a divertirme. Me voy a una fiesta de Halloween», antes de marcharse; esta fue la última comunicación conocida de Lorena antes de su asesinato. Las dos mujeres aparecieron asesinadas en la Residencia J de Wan Chai. La mañana del 1 de noviembre, Jutting llamó tres veces a la policía para informar de que «había pasado algo» en su piso de un dormitorio de la planta 31. Cuando llegó la policía, se encontraron en el apartamento un cuchillo de 30 centímetros, juguetes sexuales y cocaína, y a Lorena tendida desnuda en el suelo, con heridas cortantes en el cuello, la garganta y las nalgas; estaba viva cuando llegó la policía, pero fue declarada muerta poco después
Ocho horas después de la detención de Jutting, se descubrió un segundo cadáver femenino parcialmente decapitado en una gran maleta negra en el balcón del apartamento. El cadáver, en grave estado de descomposición, estaba parcialmente vestido, envuelto en toallas y tenía las manos y las piernas atadas con cuerdas. Más tarde fue identificado como el de Ningsih.
La policía examinó el contenido del teléfono de Jutting y encontró unas 2 000 fotos. Entre estas fotos había algunas de carácter sadomasoquista; Rurik también se había hecho fotos con distintas partes de los cadáveres, incluidos órganos sexuales y la cabeza parcialmente cortada de Ningsih, y también dijo en un vídeo que había matado a una de las víctimas. Jutting fue acusado del asesinato de las dos mujeres. Tras su detención, se negó a cooperar con la policía.

## Hechos posteriores
Tras los asesinatos, la policía de Hong Kong hizo una redada en el club de baile Neptune III, situado en el sótano del distrito de Wan Chai. Los agentes comprobaron los documentos de trabajo y de inmigración, mientras que las furgonetas policiales tomaron posiciones en las calles locales. Se programó una reconstrucción de los asesinatos para el 8 de noviembre de 2014.
La policía indonesia se ha coordinado con Interpol y el Ministerio de Asuntos Exteriores para averiguar más sobre este suceso. También recopilaron los datos antemortem necesarios para identificar a las víctimas. La ministra indonesia de Asuntos Exteriores, Retno Marsudi, afirmó que el gobierno hará todo lo posible para que se cumplan sus derechos ciudadanos.

## Autoría
Rurik George Caton Jutting era ciudadano británico y antiguo empleado del Bank of America Merrill Lynch; había dimitió el lunes anterior a los asesinatos. Jutting se educó en el Winchester College y en Peterhouse, de la Universidad de Cambridge. Se cree que comenzó su carrera trabajando para el Barclays Bank en el Reino Unido tras licenciarse en Historia y Derecho en Cambridge. A continuación, trabajó para la oficina londinense de Bank of America Merrill Lynch desde julio de 2010 hasta su traslado a la oficina de Hong Kong en julio de 2013. Trabajó en «operaciones de minimización de impuestos que están bajo el escrutinio de fiscales, reguladores, recaudadores de impuestos y el propio departamento de cumplimiento del banco», según The Wall Street Journal, y también se informó de que era un jugador de póquer competitivo.
Una amiga de Jutting cuando estudiaba en Cambridge dijo que era «torpe» con las chicas. Otra amiga describió a Jutting como «trabajador e inteligente, un caballero».
La estabilidad mental de Jutting está en entredicho. Al parecer, quedó destrozado cuando su prometida le engañó con otro hombre. Jutting intentó perdonar la traición y arreglar la relación, pero no lo consiguió. Su prometida le abandonó el día que su relación terminó porque «su reacción fue tan extrema». Tras su detención, un correo electrónico automático de respuesta desde el correo electrónico del trabajo de Jutting decía que el banquero estaba fuera de la oficina «indefinidamente», y parecía describirle como «un psicópata demente». El mensaje también contenía la frase «Para escalar por favor contacta con Dios, aunque sospecho que el diablo tendrá la custodia [La última frase sólo funcionaría realmente si la hubiera seguido]».

## Juicio y apelación
La causa penal, conocida oficialmente como Región Administrativa Especial de Hong Kong contra Jutting Rurik George Caton, ESC3743/14, se vio en el Tribunal de Primera Instancia. Jutting compareció ante el tribunal y expresó su comprensión de los cargos que se le imputaban, pero declinó declararse culpable, antes de que se aplazara la vista hasta el 10 de noviembre de 2014.
Aunque cuatro psiquiatras testificaron que padecía un trastorno narcisista de la personalidad, Jutting fue declarado mentalmente apto para ser juzgado como resultado de su comparecencia ante el tribunal en noviembre, aplazándose el caso hasta julio de 2015. El 8 de noviembre de 2016, Jutting fue declarado culpable de dos cargos de asesinato y condenado a cadena perpetua.
En agosto de 2018, el Tribunal de Última Instancia de Hong Kong rechazó su apelación tras solo 8 minutos de deliberación. Fue devuelto a la prisión de máxima seguridad de Stanley para cumplir su cadena perpetua.